# Mezozoikum
Mezozoikum (druhohory) je geologické období přibližně před 252 až 66 miliony let, které tvoří střední éru fanerozoika, nejmladšího eonu (věku) Země. Dělí se na tři periody (od nejstarší): trias, jura a křída, které trvaly přibližně 180 milionů let.
Druhohory jsou známé zejména jako období plazů a konkrétněji pak populárních dinosaurů, jejichž vymřením na konci křídy spolu s dalšími druhy tato éra končí (ačkoliv ptáci jsou dle moderní systematiky jedinými přežívajícími zástupci kladu Dinosauria).

## Časové vymezení
Druhohory začaly asi před 252 miliony let a skončily před 66 miliony lety. Toto dlouhé období je od ostatních odděleno dvěma katastrofickými událostmi, které měly za následek velké vymírání rostlinných i živočišných druhů. V případě vymírání na konci prvohor šlo nejspíš o důsledek tisíce let trvajícího a postupně gradujícího trendu, který v důsledku veškerý mnohobuněčný život dovedl na pokraj vyhubení. Příčiny vymírání na rozhraní prvohor a druhohor nejsou ale zdaleka objasněny. Vymírání na konci křídy proběhlo v rámci velmi krátké události, nejspíše jako důsledek dopadu asteroidu a jeho následných účincích v podobě dlouhodobého zastínění slunečního svitu prachem v atmosféře nebo silné vulkanické činnosti. Tato událost je k současnosti časově mnohem bližší a i díky tomu je objasněnost jejích příčin na vysoké úrovni.
Členění jednotlivých period druhohor je založeno na vůdčích fosiliích příslušníků mořské fauny.

## Geologie a klima
Na počátku druhohor je většina pevnin uspořádána do jediného superkontinentu Pangey, jenž se utvořil již v předcházejících prvohorách. Tento kontinent se postupně rozpadal na jednotlivé menší útvary, které se od sebe pomalu vzdalovaly. Vznikl oceán Panthalasse – předchůdce dnešního Pacifiku. Z hlediska horotvorné činnosti byla větší část druhohor klidná, v křídě začalo Alpinské vrásnění, které pokračovalo během třetihor a čtvrtohor. Jeho činností vznikla nová pohoří v Evropě a Asii jako Alpy, Karpaty nebo Himálaj. Klimatický začátek druhohor navazoval na suchý a teplý perm. V juře a křídě bylo podnebí vlhké a teplé a na Zemi se nenašly stopy žádného zalednění z této doby. Tropický pás byl široký, a i v polárních oblastech panovalo mírné klima, místy vhodné i pro šíření lesů. Relativně vysoké teploty, vlhkost a druhová rozmanitost organismů byla běžná i v arktických oblastech druhohorního světa.
Dinosauři žili v průběhu druhohor i na území současné Antarktidy, jak ukazují fosilie rodů Cryolophosaurus, Glacialisaurus, Antarctopelta a dalších.

## Vývoj rostlin

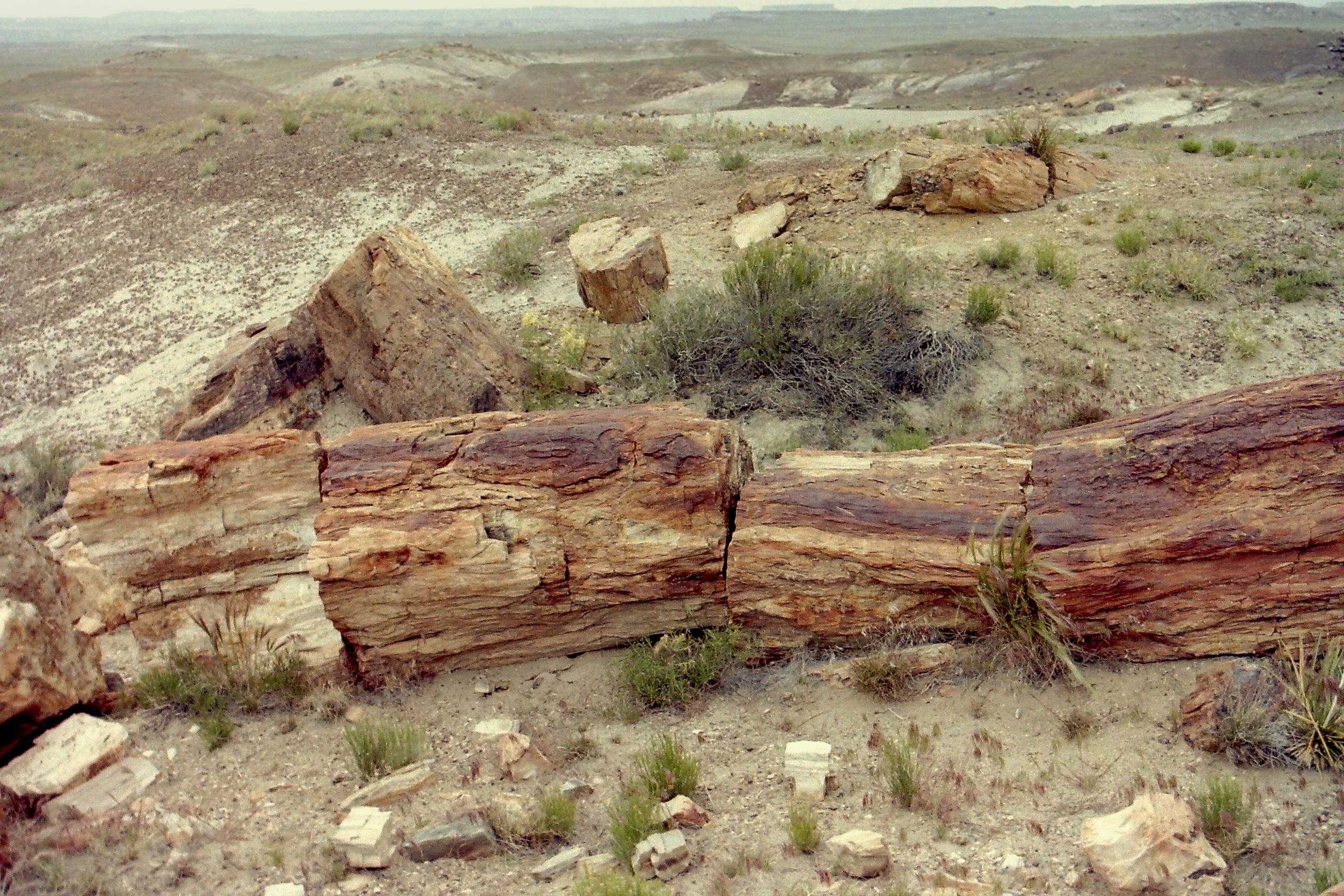
Zkamenělé kmeny 220 milionů let starého pralesa v severní Arizoně v USA.

Vývoj rostlin byl poznamenán hlavně teplým klimatem, postupně i velmi vlhkým. Zpočátku na souši dominovaly nahosemenné rostliny, tedy jehličnany, jinany spolu s cykasy. Starší typy výtrusných rostlin ustupují do pozadí. Ve svrchní křídě se objevují krytosemenné kvetoucí rostliny, spolu s tím se začala vyvíjet jejich symbióza s hmyzem, tedy strategie rozmnožování za pomoci opylování. Vyvinuly se pravděpodobně ze semenných kapradin, jež jsou známy již z prvohorního karbonu. Cykasy dosahovaly celosvětového rozšíření – dokonce i v bezledových polárních loukách. V souvislosti s bouřlivým rozvojem krytosemenných rostlin se ocitají některé starší formy nahosemenných koncem křídy na ústupu. Flóra druhohor se podílela na vzniku hnědého uhlí.
Rozšíření krytosemenných rostlin v průběhu rané křídy (asi před 130 miliony let) bylo součástí jednoho ze tří největších evolučních převratů v pozemské biotě v průběhu fanerozoika.
Výzkumy ukázaly, že druhohorní rostliny (jako jsou přesličkovité, blahočetovité apod.) byly velmi bohatým zdrojem potravy pro velké dinosaury, představovaly dobře stravitelnou potravu a relativně rychle se po spásání obnovovaly.

## Vývoj živočichů
Vyhynutí organismů na konci prvohor vyvolal velký převrat v mořském životě. Kostnaté a chrupavčité ryby se staly spolu se žraloky hlavními dravci. Velký rozvoj již od počátku triasu lze zaznamenat u měkkýšů amonitů a belemnitů, stejně tak u plžů a mlžů. Amoniti se ale stali vůdčími fosiliemi druhohor, podle nichž se určuje stáří jednotlivých vrstev zachovaných hornin. Z prvohor přežili jednotlivé hlavní skupiny plazů, kteří v podmínkách nového geologického období zahájili bouřlivý rozvoj.
Z prvohorního permu přežívá skupina tzv. savcovitých plazů, kteří se vyvinuli v nepříznivých klimatických podmínkách konce prvohor a těm byli přizpůsobeni - jejich zuby se dělily na špičáky, řezáky a primitivní stoličky, což jim umožňovalo lépe zužitkovat potravu. Savcům se již blížila i stavba spodní čelisti, mnozí byli osrstění, což nasvědčuje na vyvinutý systém termoregulace. Z těchto plazů se během triasu vyvíjejí savci, kteří ale žijí po celé období druhohor spíše na pozadí mohutně se rozvíjejících plazů, teplokrevnost nebyla v převážně tropickém světě druhohor ještě takovou výhodou. Byli poměrně malí, většinou hmyzožraví nebo draví. Měli relativně dobře vyvinutý mozek a připomínali dnešní hmyzožravce. Ještě v průběhu druhohor se vyvinuli předkové tří hlavních současných skupin savců: vejcorodí, vačnatci a placentálové.
Pro druhohory je charakteristický rozvoj několika skupin plazů, kteří pak až do konce období křídy dominovali v mořích, ve vzduchu i na souši, byli to euryapsidi, archosauři a lepidosauři.

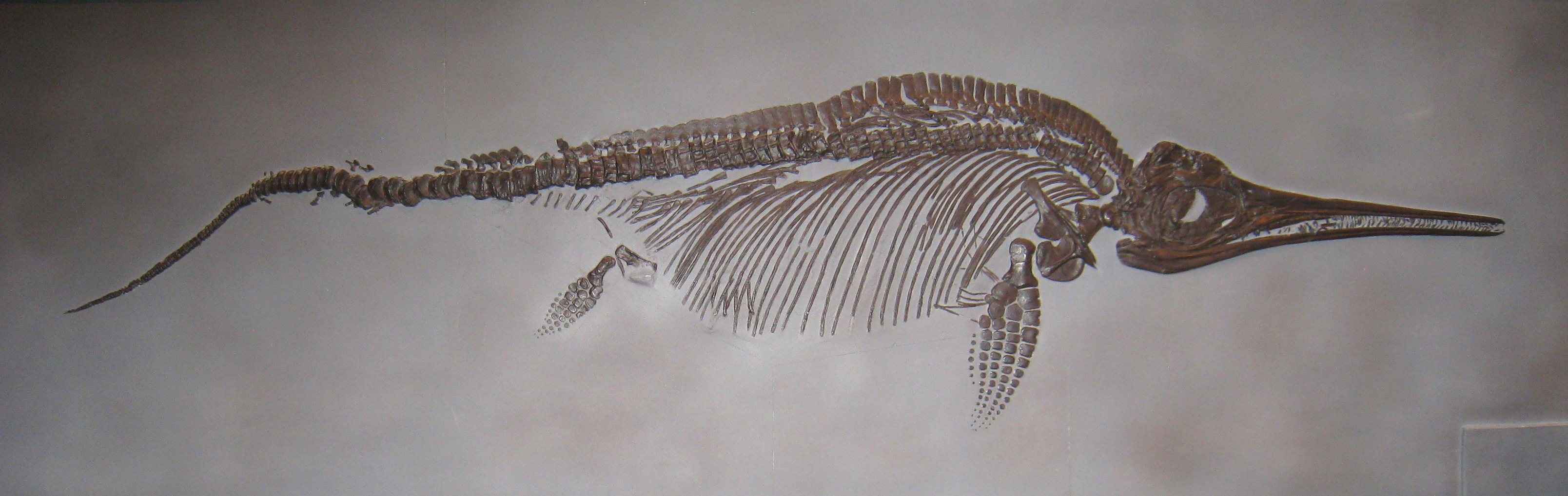
Fosilie ichtyosaura Stenopterygius quadriscissus

Euryapsidi zahrnovali čtyři skupiny v mořích žijících plazů, byli to plesiosauři, ichtyosauři, mosasauři a mořští „krokodýli“ - ti byli starší napodobeninou pozdějších krokodýlů, kteří se objevili během triasu. Návrat některých skupin plazů do mořského prostředí započal již na konci prvohor, druhohorní mořské plazy proto nacházíme již ve vyspělém stupni přizpůsobení vodnímu živlu. Zajímavá je velká podobnost ichtyosaurů s dnešními delfíny. K plesiosaurům patřil také Liopleurodon, který mohl dorůstat délky až 7 metrů (dříve se odhadovalo mnohem více). Někteří plesiosauři (zejména velcí pliosauridi jako rody Pliosaurus nebo Kronosaurus) však mohli přesáhnout délku 15 metrů a dosáhnout hmotnosti kolem 20 tun.
Ještěrům a hadům byli blízce příbuzní pozdně křídoví mosasauři, poněkud podobní krokodýlům s ploutvemi. Mořští plazi byli spolu se žraloky dominantními predátory mořských ekosystémů po většinu období druhohor. Největšími přispěvateli k biologické rozmanitosti v druhohorních mořích (mezi obratlovci) byli ichtyosauromorfové, sauropterygové a želvy.
Významným mezníkem byla Karnská pluviální epizoda (před 233 miliony let) a vymírání na konci triasu (před 201 miliony let), které způsobily významnou změnu ve skladbě tehdejší biosféry.
Mezi archosaury patřili známí dinosauři, dále např. krokodýlové a ptakoještěři.
Lepidosauři vytvořili mnoho spíše drobnějších forem, jsou to např. hadi, haterie nebo ještěrky, kteří žijí dodnes.

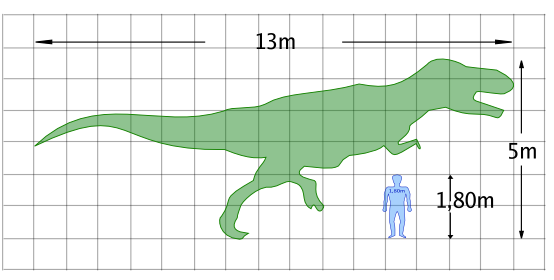
Velikost člověka ve srovnání s velikostí Tyrannosaura.

Nadřád dinosaurů se stal symbolem druhohor. Dále zahrnují dva řády: Ornithischia (ptakopánví) a Saurischia (plazopánví). První dinosauři se objevili ve středním triasu a největší druhové diverzity dosáhli během období jury. Během jury se z plazů řádu Saurischia vyvíjejí ptáci. Plazopánví v juře vytvářeli obří býložravé formy sauropodů např. rodů Brachiosaurus, Diplodocus nebo Apatosaurus. Z titanosaurních sauropodů se v průběhu křídy stali největší suchozemští živočichové všech dob.
Další významnou skupinou plazopánvích dinosaurů byli teropodi, kteří původně byli menší po dvou končetinách se pohybující dinosauři. Ti se postupně vyvinuli v mohutné dvounohé dravce s relativně malými předními končetinami, z nichž nejznámějším je nepochybně druh Tyrannosaurus rex.

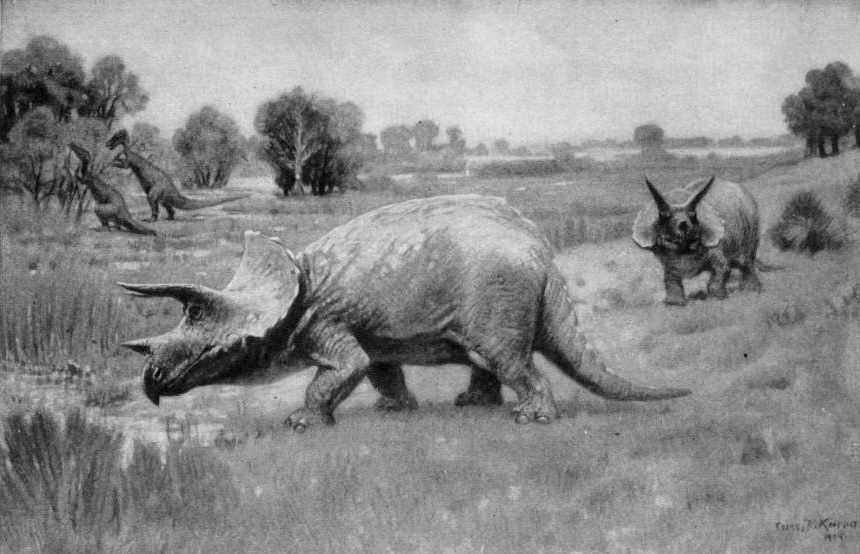
Výjev krajiny v křídě. V popředí pasoucí se triceratopsové.

Dinosauři z řádu Ornithischia (ptakopánví) byli převážně býložraví a nedosahovali tak impozantních rozměrů jako některé rody plazopánvých, přesto se jejich hmotnost odhaduje u mnoha druhů na několik tun. Z jury jsou známé např. rody Iguanodon nebo čeleď Hadrosauridae. Zvláštní vzhled měli jurští stegosauři obrnění na zádech kostěnými pláty a na ocase vyzbrojení bodáky. V křídě se rozšířila rozmanitá skupina ceratopsidů s krkem chráněným kostěným plátem a s rohy na lebce.
Ve vodách se objevili také další noví živočichové – byly to například želvy. První želvy s ochranným krunýřem se objevily v křídě. Vyvinuly se z primitivních suchozemských želv žijících v triasu. Mezi obojživelníky se objevily vyspělejší skupiny jako třeba žáby. Postupně se rozšiřovala druhová diverzita savců a ptáků, jejichž příležitost teprve měla přijít.
Přímými předky ptáků byli teropodní dinosauři ze skupiny Saurischia (plazopánví). Již od jury se vyskytovali také „praptáci“. Jejich nejznámějším zástupcem je bavorský Archaeopteryx, který žil před 150 miliony let. Byl velký jako holub, žil v křovinaté krajině a byl schopen pouze klouzavého letu. Na jeho těle nacházíme směs plazích (ozubené čelisti, dlouhý ocas) a ptačích znaků. V průběhu druhohor se praví ptáci rozšířili a vytvořili řadu skupin. K vymřelým druhohorním ptákům patří např. Hesperornis a Ichthyornis.

## Druhohorní obloha
V období druhohor byly dny kratší než v éře člověka, důvodem byla rychlejší rotace Země kolem osy. V době před 66 miliony let (na úplném konci druhohor) byl den dlouhý asi 23:36 minut a rok měl 371 solárních dní. Obloha vypadala úplně jinak než dnes, protože žádná ze současných souhvězdí tehdy neexistovala.